# Айлер, Роберт
Роберт Майкл Айлер — американский актер, известен исполнением роли Эй-Джея Сопрано в культовом криминально-драматическом телесериале «Клан Сопрано», выходившем на телеканале HBO с 1999 по 2007 годы.

## Биография
Родился в Нью-Йорке в семье ирландского происхождения.

## Карьера
Впервые появился на экране в 1995 году в клипе Мэрилина Мэнсона на сингл «Dope Hat».
В 1997 году получил роль в рекламе «Пиццы Хат», эпизодически появлялся в телешоу «Saturday Night Live» и в нескольких фильмах. В то же время активно посещал актерские пробы. Одно из прослушиваний принесло ему роль Эй-Джея Сопрано — сына главного героя Тони Сопрано. В мае 2001 для продолжения получения образования переходит на домашнюю форму обучения.

## Проблемы с законом
В июле 2001 Айлер был арестован за попытку вооружённого ограбления двух туристов из Бразилии и ношение марихуаны. В обмен на признание в краже получил условный срок на три года. Интересы Айлера на процессе представлял известный адвокат по уголовным делам Майкл Ф. Бахнер.
Во время рейда полиции по незаконным игорным клубам 23 октября 2005 года был замечен среди посетителей клуба «Ace Point».

## Фильмография
| Год       |   | Русское название                    | Оригинальное название             | Роль                           |
| --------- | - | ----------------------------------- | --------------------------------- | ------------------------------ |
| 1999      | ф | Код Тик                             | The Tic Code[en]                  | Денни Харли / Denny Harley     |
| 1999—2007 | с | Клан Сопрано                        | The Sopranos                      | Эй-Джей Сопрано / A.J. Soprano |
| 1997—2003 | с | Тюрьма Оз                           | Oz[en]                            | участник игрового шоу          |
| 2002      | ф | Ловелас (фильм)                     | Tadpole[en]                       | Чарли / Charlie                |
| 2003      | ф | Сорвиголова (фильм)                 | Daredevil[en]                     | хулиган №1 / Bully #1          |
| 2004      | с | Закон и порядок: Специальный корпус | Law & Order: Special Victims Unit | Трой Лински / Troy Linsky      |
| 2004      | с | Мёртвая зона (телесериал)           | The Dead Zone (TV series)[en]     | Дерек Ранкин / Derek Rankin    |
| 2006—2006 | с | Четыре короля                       | Four Kings[en]                    | Роб / Rob                      |
| 2009—2009 | с | Закон и порядок                     | Law & Order[en]                   | Чад Клейн / Chad Klein         |